# Iridomyrmex

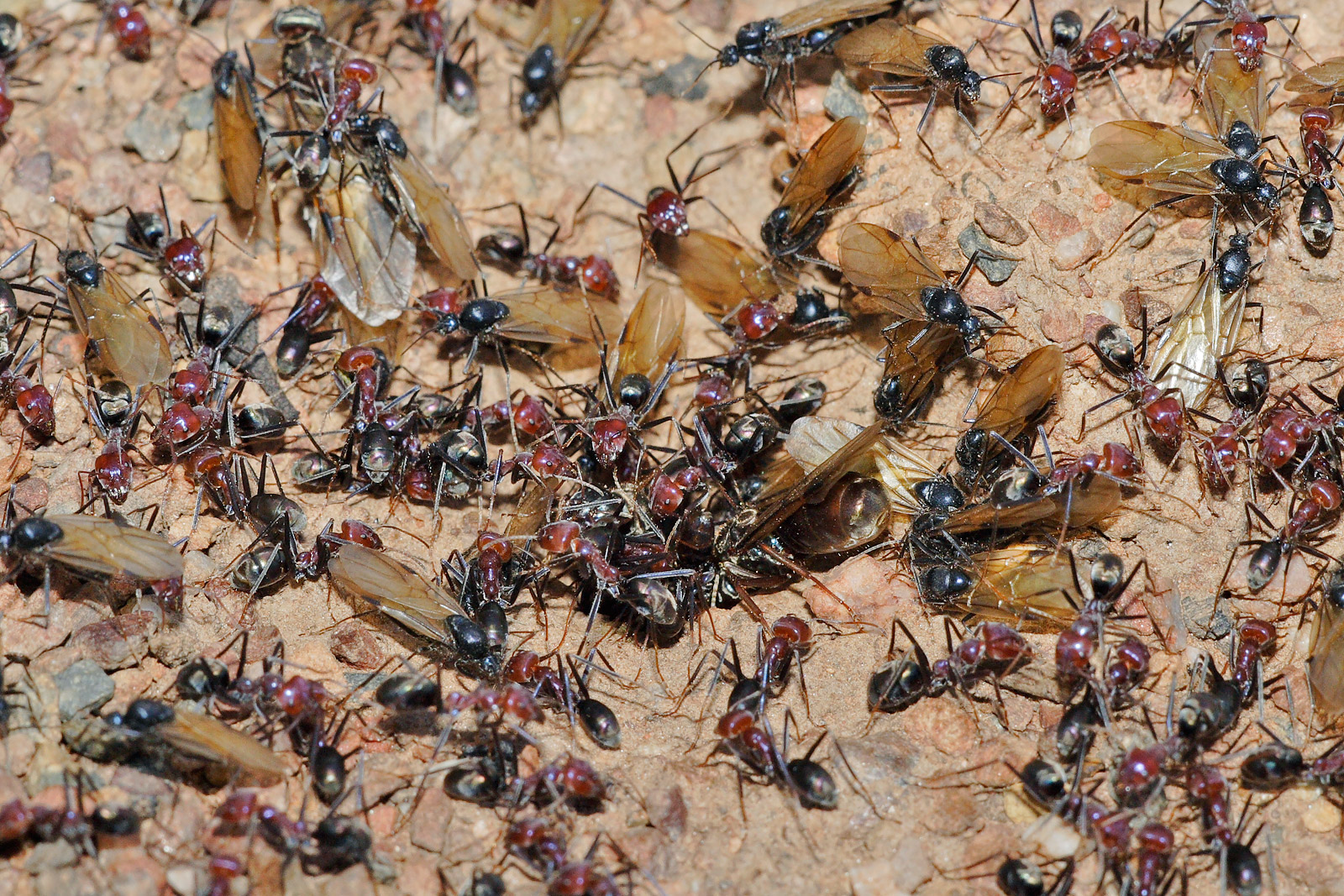
Schwärmende Geschlechtstiere

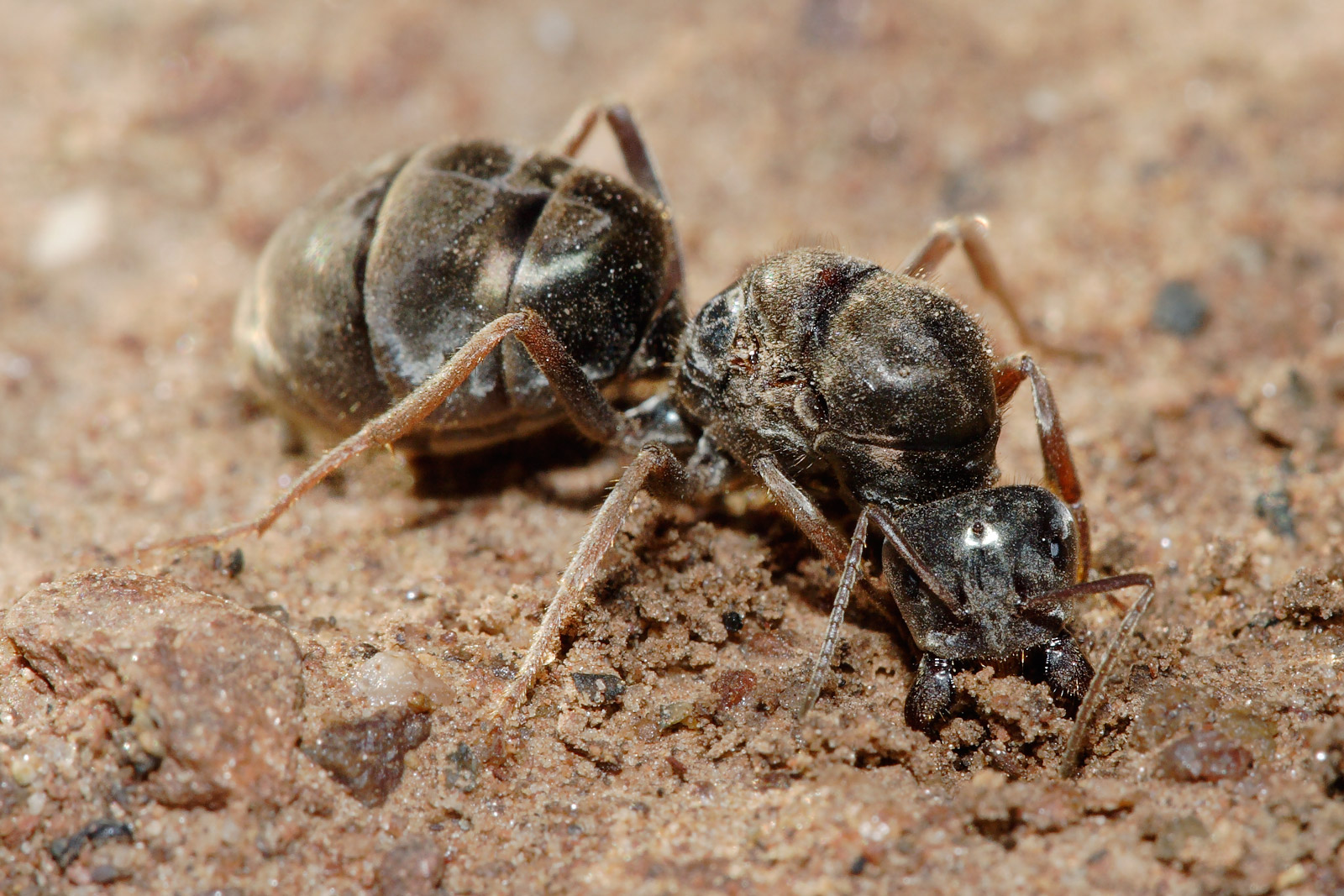
Eine Iridomyrmex-Königin

Iridomyrmex ist eine Gattung der Ameisen. Sie kommen mit 79 Arten und Unterarten von Indien und China bis nach Australien und Neukaledonien vor. Weitere sieben Arten sind aus fossilen Funden bekannt. Mit 63 vorkommenden Arten sind sie die artenreichste und auch häufigste Gattung der Ameisen in Australien. Der Gattungsname stammt von Altgriechisch ἶρις (îris, "Regenbogen") und μύρμηξ (múrmēx, "Ameise").

## Merkmale
Die Vorderkante der Stirnplatte (Clypeus) ist anders als bei anderen Arten der Drüsenameisen abgewandelt und weist gewellte Bereiche auf und hat eine mehr oder weniger stark ausgeprägte Ausbuchtung mittig nach vorne, über den Mandibeln. Die Facettenaugen liegen verhältnismäßig hoch auf dem Kopf.

## Lebensweise
Die Tiere sind für das ökologische Gleichgewicht besonders relevant, da sie mit einigen Wirbellosen und auch Pflanzen in Wechselwirkung stehen. Die Ameisen bilden meist große Nester, die stark und aggressiv bewacht werden. Deswegen werden andere Ameisenarten in der Umgebung reduziert oder in ihrer Lebensweise stark eingeschränkt. Meistens gelingt es nur solchen Arten, in der Nähe von ihnen zu leben, die zu komplett anderen Tageszeitpunkten jagen oder wesentlich wehrhafter als die Iridomyrmex-Arten sind. Dabei werden nicht nur fremde Ameisenarten angegriffen, sondern auch Territorialkämpfe gegen angrenzende Nester der gleichen Ameisengattung geführt.

### Ernährung
Die meisten Iridomyrmex-Arten sind Aasfresser. Sie ernähren sich aber auch räuberisch, melken den Honigtau von Pflanzenläusen oder sammeln Nektar. Gejagt wird je nach Art entweder einzeln oder in organisierten Gruppen.
Einige Pflanzenarten senden einen Duft aus, der die Ameisen anlockt. Diese  tragen deren Früchte in ihr Nest um deren proteinreiche Anhängsel (Elaiosomen) zu fressen. Die Samen werden aber wieder aus dem Nest gebracht und haben gute Entwicklungschancen in der „bewachten“ Umgebung der Ameisen.

### Nestbau
Die Nester werden in der Erde entweder mit oder ohne einen Hügel gebaut. Die darin lebenden Völker variieren zwischen mehreren hundert bis hin zu 300.000 Individuen. Manche Arten, wie z. B. Iridomyrmex purpureus bilden gemeinsam mit mehreren Kolonien große Nestgemeinschaften, die bis zu 650 Meter Länge erreichen können.

## Natürliche Feinde
Einige Tiere haben sich speziell auf die Jagd nach Iridomyrmex-Arten spezialisiert. Es gibt einige Spinnenarten, die sich auf diese Ameisen spezialisiert haben; diese können zum Teil sogar die Pheromone der Ameisen wahrnehmen, um dann gezielt z. B. verletzte Tiere anzugreifen. Auch gibt es Käfer, die in der Nähe der Ameisennester in der Erde versteckt Jagd auf einzelne Tiere machen.
Auch der Dornteufel (Moloch horridus) ernährt sich vor allem von Ameisen der Gattung Iridomyrmex. Das von der australischen Fleischameise (engl. „Meat ant“, Iridomyrmex purpureus, alternativ Iridomyrmex detectus) gegen ihre Feinde abgesonderte Wehrsekret enthält Iridodial, die Stammverbindung der Gruppe der Iridoide, deren Bezeichnung vom Gattungsnamen der Ameisen abgeleitet wurde.